# Картинна галерея Наталії Юзефович
Картинна галерея Наталії Юзефович — культурна установа в Кременчуці, призначення для висвітлення творчості вітчизняних та міських зокрема митців. Названа на честь Наталії Юзефович, картини якої найчастіше бувають на виставках.

## Дані
- Адреса: вул. Космічна, 9 [1]

## Опис
Галерея входить до переліку державних музеїв, в яких зберігаються музейні колекції та музейні предмети, що є державною власністю та належать до державної частини Музейного фонду України .